# Milking the Goatmachine

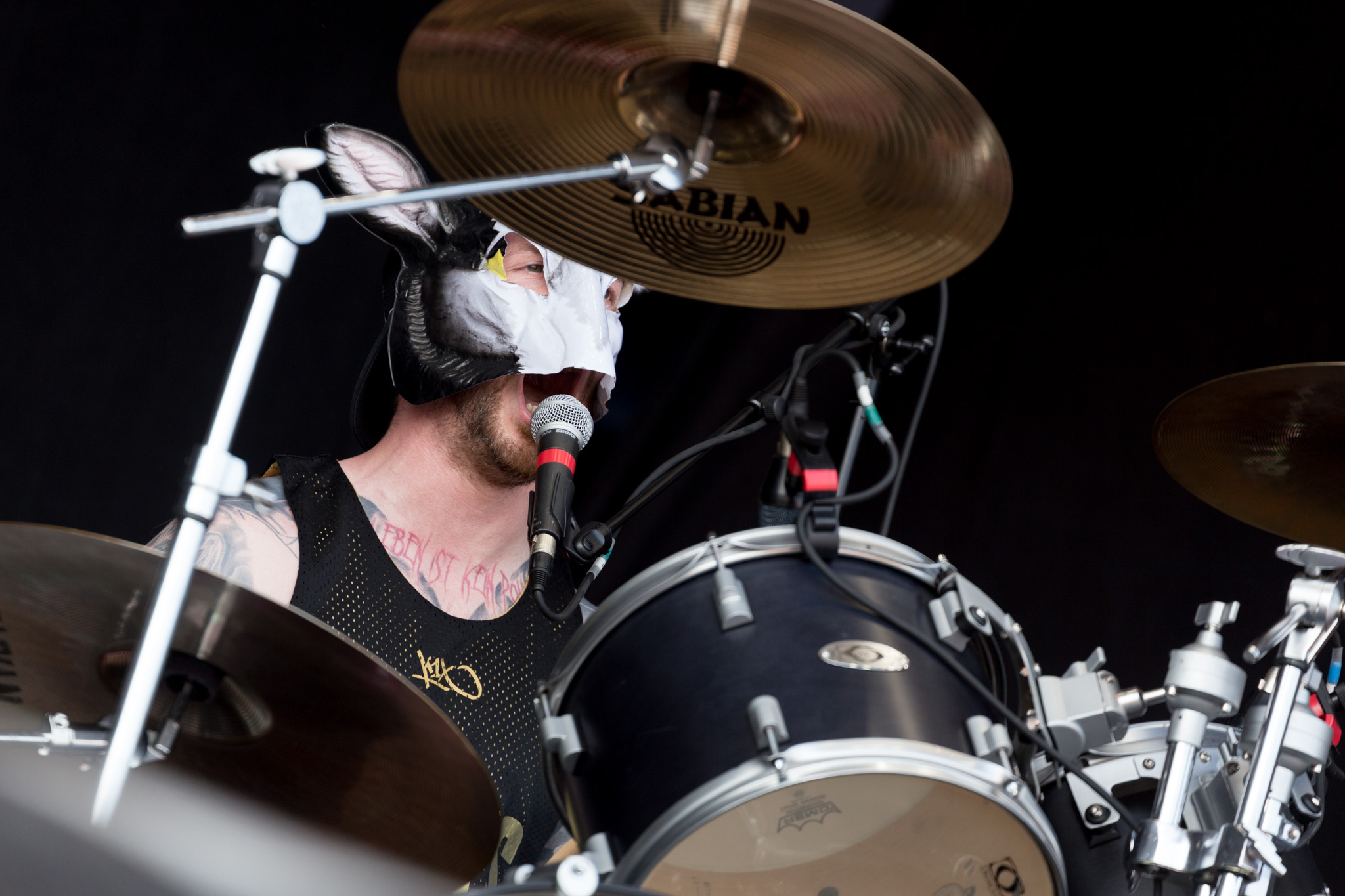
Drummer und Sänger Goatleeb Udder beim With Full Force 2014

Milking the Goatmachine ist eine deutsche Deathgrind-Band. Die Band wurde im Jahr 2008 von Goatleeb und Goatfreed Udder gegründet. Im Wesentlichen setzt sie sich aus Goatleeb Udder (Gesang, Schlagzeug, Studio Gitarre) und Goatfreed Udder (Gitarre und Studio Bass) zusammen. Live werden sie durch Tony Goatana (Gitarre) und Lazarus Hoove (Bass) ergänzt. Alle Bandmitglieder benutzen dabei Pseudonyme, die mehr oder weniger stark mit Ziegen zu tun haben.

## Geschichte
Nach den ersten Shows wurde das Label Nuclear Blast auf die Band aufmerksam und bot ihnen einen Vertrag bei ihrem Sublabel Anstalt Records an. Darauf folgte das erste  Album Back from the Goats (2009). Im Anschluss wurden eine Menge Konzerte und eine Europatour mit u. a. Kataklysm gespielt. Anstalt Records musste kurz darauf aus wirtschaftlichen Gründen die Arbeit einstellen und Milking the Goatmachine wechselten zum österreichischen Label NoiseArt Records. Nach weiteren Shows und Festivals, folgte 2010 das zweite Album Seven... A Dinner for One und eine weitere Europa-Tour mit u. a. Marduk. Nach dieser Tour verließ Tony Goatana aus privaten Gründen die Band. Lazarus Hoove wechselte zur Gitarre und den Bass übernahm Steve Shedaway.
2011 brachte die Band das Album Clockwork Udder heraus, welches etwas Death Metal lastiger war als die beiden Vorgängeralben. Es folgte eine Tour mit Eisregen und Varg und viele Clubshows und Festivals. Im Jahr 2013 erschien ihr viertes Album Stallzeit. Dieses Album geht wieder mehr zum ursprünglichen Stil von Milking the Goatmachine zurück und wurde unter anderem von den Lesern des Metal Hammer zu den wichtigsten Alben 2013 gewählt. Bekannt wurde die Band unter anderem durch Auftritte bei Festivals wie dem Summer Breeze oder Party.San.

## Stil
Die Musik von Milking the Goatmachine stellt eine Mischung aus Elementen von Grindcore, Thrash und Death Metal dar. Bei Live-Auftritten tritt die Band mit Ziegenmasken auf.

## Diskografie

### Alben
- 2009: Back from the Goats
- 2010: Seven… a Dinner for One
- 2011: Clockwork Udder
- 2013: Stallzeit
- 2014: Greatest Hits – Covered in Milk
- 2015: Goatgrind
- 2017: Milking in Blasphemy
- 2019: From Slum to Slam – The Udder Story
- 2022: Nach uns die Grindflut
- 2023: Neue Platte

### Musikvideos
- 2009: Sour Milk Boogie
- 2009: Surf Goataragua
- 2010: Here Comes Uncle Wolf
- 2011: More Humour than Human
- 2011: Human Domestication
- 2012: Ace of Spades
- 2013: Only Goat Can Judge Me